# Just Like That (chanson)
Just Like That est une chanson issue du dix-huitième album intitulé Just Like That... (en) de la chanteuse et multi-instrumentiste américaine Bonnie Raitt sorti le 22 avril 2022 chez Redwing Records. La chanson est écrite et produite par Raitt et raconte l'histoire d'une femme qui reçoit la visite de la personne ayant reçu le cœur de son fils lors d'une greffe.

## Composition
Dans une interview avec American Songwriter, Bonnie Raitt explique que son inspiration lui est venue après le visionnage d'un reportage sur une femme ayant donné les organes de son fils qui reçoit la visite de la personne ayant reçu le cœur dudit fils. La chanteuse ajoute : « C'était la chose la plus émouvante et surprenante. Je ne m'y attendais pas. J'ai juré ce jour-là que je voulais écrire une chanson sur ce sujet. À chaque fois que j'entends parler d'une famille donnant les organes de son enfant qui a été tué, ou qui a subi une mort soudaine — comme s’ils n'étaient pas déjà en pleine peine et choc —, qui ont la vue et la compassion et l'amour d'être capable de donner à leur prochain, c'est incroyable. » Raitt avoue également que la chanson lui a aussi été inspirée par la mort son ami de longue date John Prine en 2020 à la suite des complications liées au COVID-19.

## Réception
Just Like That remporte le Grammy Award de la meilleure chanson American Roots (en) ainsi que celui de la chanson de l'année. Sa victoire dans cette dernière catégorie est considérée comme un choc par les critiques.